# Prowadnica

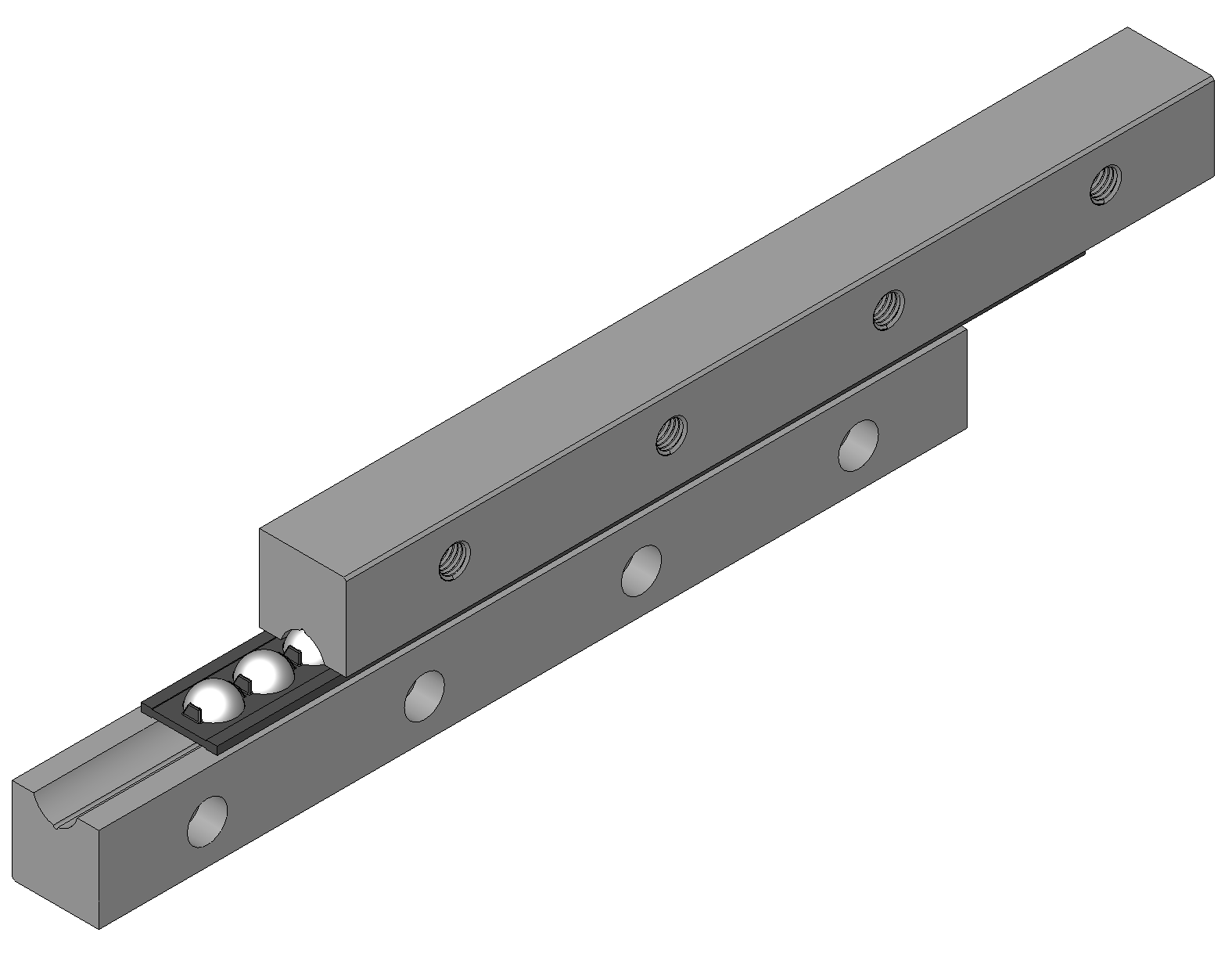
Prowadnica toczna otwarta

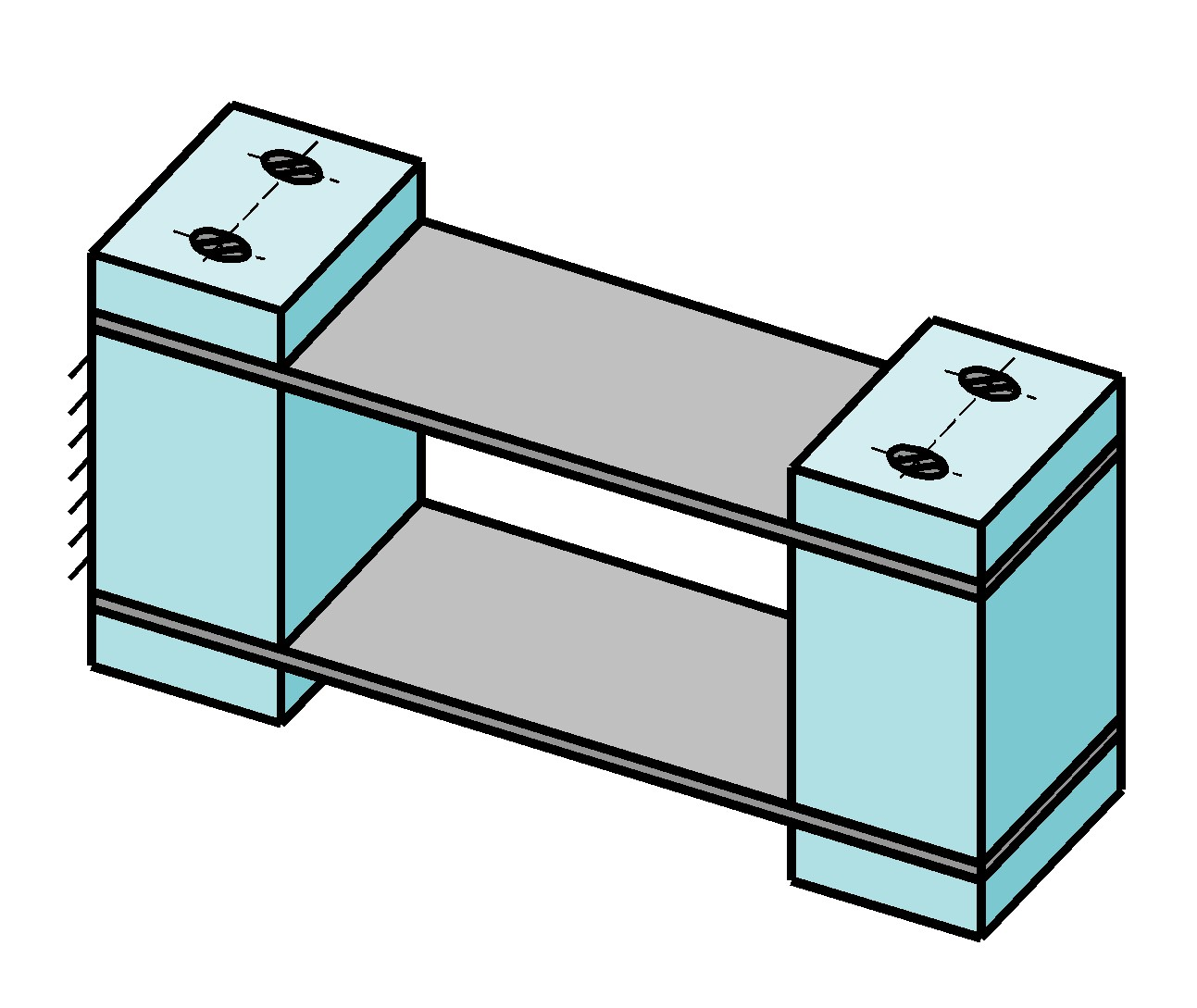
Prowadnica sprężysta ze sprężynami płaskimi

Prowadnica (techn.) – część mechanizmu mająca za zadanie przemieszczenie elementu ruchomego po zadanym torze. Prowadnice najczęściej realizują ruch prostoliniowy.
Prowadnice ze względu na rodzaj występującego w nich tarcia można podzielić na:
- prowadnice z tarciem zewnętrznym
  - prowadnice ślizgowe z tarciem ślizgowym
  - prowadnice toczne z tarciem tocznym
- prowadnice z tarciem wewnętrznym
  - prowadnice sprężyste
  - prowadnice hydrostatyczne
  - prowadnice aerostatyczne

Ze względu na sposób zapewnienia położenia elementu ruchomego w stosunku do prowadnicy można wyróżnić: 
- prowadnice z zamknięciem kształtowym (zamknięte)
- prowadnice z zamknięciem siłowym (otwarte – do działania wymagana jest siła dociskająca element ruchomy do prowadnicy).